# Khary Payton
Khary Payton (n. pe 16 mai 1972) este un actor american cunoscut publicului datorită rolului lui Cyborg din seria animată Tinerii Titani (întorcându-se și pentru Haideți, Tineri Titani!) și a rolurilor din Latter Days și Hannah Montana. El este în prezent și în serialul The Walking Dead în rolul Regelui Ezekiel, la început fiind un personaj recurent, dar apoi elevat la distribuția principală din sezonul 8.
1. ↑  „Khary Payton”, Internet Movie Database, accesat în 14 octombrie 2015